# Serhij Bułeca
Serhij Anatolijowycz Bułeca (ukr. Сергій Анатолійович Булеца, ur. 16 lutego 1999 w Korytnianach) – ukraiński piłkarz występujący na pozycji pomocnika w klubie FK Ołeksandrija.

## Kariera klubowa
Wychowanek Wyższej Szkoły Sportowej w Kijowie oraz Akademii Piłkarskiej Dynamo Kijów, barwy których bronił w juniorskich mistrzostwach Ukrainy (DJuFL). 6 sierpnia 2016 roku rozpoczął karierę piłkarską w drużynie Dynamo U-19, potem grał w młodzieżowej drużynie. 13 kwietnia 2019 debiutował w składzie pierwszej drużyny w meczu z FK Mariupol. W lipcu 2019 został wypożyczony do SK Dnipro-1.

## Kariera reprezentacyjna
26 października 2015 zadebiutował w juniorskiej reprezentacji Ukrainy U-17. W latach 2017–2018 występował w reprezentacji U-19. W latach 2019–2020 występował w kadrze U-21. 8 września 2021 zadebiutował w seniorskiej reprezentacji Ukrainy w towarzyskim meczu z Czechami w Pilźnie (1:1).

## Sukcesy
Ukraina U-20
- mistrzostwo świata: 2019

## Odznaczenia
- Order „Za zasługi” III Klasy – 2019[3]
- tytuł Mistrza Sportu Ukrainy – 2019